# Auckland International 1986
Die Auckland International 1986 im Badminton fanden vom 25. bis zum 29. Juni 1986 in Auckland statt.

## Die Sieger und Platzierten
| Disziplin    | Gold                                     | Silber                           | Bronze                        |
| ------------ | ---------------------------------------- | -------------------------------- | ----------------------------- |
| Herreneinzel | Edi Ismanto                              | Hermawan Susanto                 | Richard Mainaky               |
| Herreneinzel | Edi Ismanto                              | Hermawan Susanto                 | Ardy Wiranata                 |
| Dameneinzel  | Sarwendah Kusumawardhani                 | Leong Chai Lean                  | Dwi Elmyati                   |
| Dameneinzel  | Sarwendah Kusumawardhani                 | Leong Chai Lean                  | Erma Sulistianingsih          |
| Herrendoppel | Jacob van Selm Shinji Matsuura           | Kerrin Harrison Glenn Stewart    | Graeme Robson Philip Horne    |
| Herrendoppel | Jacob van Selm Shinji Matsuura           | Kerrin Harrison Glenn Stewart    | Michael Scandolera Glen Doran |
| Damendoppel  | Sarwendah Kusumawardhani Rosiana Tendean | Erma Sulistianingsih Dwi Elmyati | Leong Chai Lean Tan Sui Hoon  |
| Damendoppel  | Sarwendah Kusumawardhani Rosiana Tendean | Erma Sulistianingsih Dwi Elmyati | Toni Whittaker Katrin Lockey  |

## Finalresultate
| Disziplin    | Sieger                                   | Finalist                         | Ergebnis           |
| ------------ | ---------------------------------------- | -------------------------------- | ------------------ |
| Herreneinzel | Edi Ismanto                              | Hermawan Susanto                 | 13-18, 15-9, 15-12 |
| Dameneinzel  | Sarwendah Kusumawardhani                 | Leong Chai Lean                  | 11-1, 10-12, 11-7  |
| Herrendoppel | Jacob van Selm Shinji Matsuura           | Kerrin Harrison Glenn Stewart    | 15-5, 18-13        |
| Damendoppel  | Sarwendah Kusumawardhani Rosiana Tendean | Erma Sulistianingsih Dwi Elmyati | 15-7, 15-12        |